# Хюлья Кочііт
Шаблон:Кінематограф Європи
Хюлья Кочііт (12 грудня 1947, Стамбул, Туреччина) — турецька акторка. Видатна жіноча постать в турецькому кіно, вона отримала численні нагороди на міжнародних кінофестивалях, включаючи кінофестиваль Анталії «Золотий апельсин». Загалом вона знялась у більш ніж 180 фільмах.

## Біографія
Її батько — турецький іммігрант з Болгарії. Вона виросла в Стамбулі і закінчила середню освіту в Анкарі, де відвідувала середню школу для дівчат. Під час отримання середньої освіти Хюлья Кочііт приєдналася до Стамбульського міського театру. Потім вона поступила на балетне відділення Академії Державного мистецтва Анкари для освіти в галузі мистецтв.
Хюлья Кочііт вирішила зайнятися кіно в 1963 році після того, як стала переможцем на конкурсі краси, організованому журналом Ses [Архівовано 12 серпня 2020 у Wayback Machine.] (буквально: Sound). Її дебютним фільмом став Susuz Yaz 1964 року (Посушливе літо), який отримав нагороду «Золотий ведмідь» на 14 Берлінському міжнародному кінофестивалі. Курбаджалар — ще один відомий турецький фільм, який був в міжнародному прокаті, у 1991 році за роль в цьому фільмі Хюлья Кочііт отримала відзнаку Державний артист.
Лютфю Акад, Атиф Їлмаз, Серіф Горен, Метін Ерксан, Орхан Аксой, Мемдух Юн, Ертем Егільмес, Осман Ф. Седен, Халіт Рефій — деякі відомі режисери, які працювали з Кочііт.

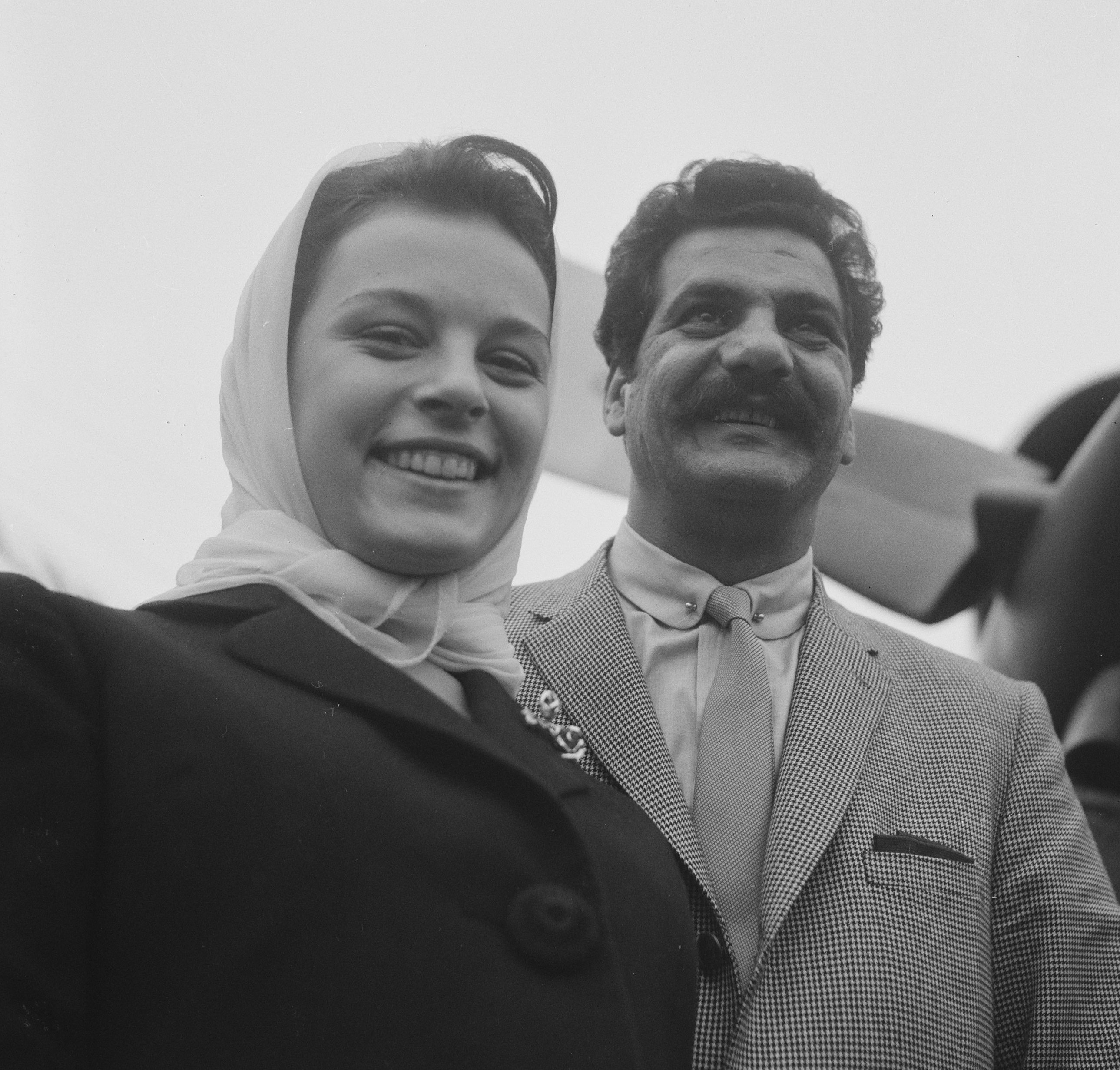
Хюлья Кочііт та Ерол Тас -1964

Кочііт відрізняє те, що вона здобула найбільші національні та міжнародні нагороди і, мабуть, є найбільш впізнаваним обличчям турецького екрану. Її золотим періодом були фільми між 1965 та 1974 роками, коли вона постійно зачаровувала кіноаудиторію. Кочіітіт. була впізнаваною у багатьох країнах, таких як Алжир, Греція, Іран, Ліван.
У 2009 році вона знялася в турецькій телевізійній екранізації відомого американського серіалу «Золоті дівчата». Кочііт зіграла роль, зароджену Беа-Артуром.
Вона вийшла заміж у 1968 році за Селіма Сойдана, тодішнього футболіста Фенербахче. У сімейної пари є дочка на ім'я Gülşah.
Під час головування в Асоціації кіноакторів (SODER) домагалася права акторів, які досягли пенсійного віку, отримувати виплати від держави.

## Вибіркова фільмографія
- Посушливе літо (1963)
- Наречена (1973)
- Стріляйте Кахпіє (1964)
- Дев'яте зовнішнє відділення (1967)
- Кезбан (1968)
- Опіка дружин (1989)
- Водоспад (2001)

## Нагороди
- Нагороди вітчизняного фестивалю
- Найкраща актриса року, Турецьке міністерство туризму (1964)
- Жінка року, Турецький союз жінок (1964)
- Золотий апельсин (Анталія) для Джеміле (1969)
- Золота чарка (Адана) для Зери (1972)
- Золотий апельсин (Анталія) для Дієта (1975)
- Золотий апельсин (Анталія) для Дермана (1984)
- Золотий апельсин (Анталія) для Карілар Когушу (1990)
- Золотий апельсин, нагорода за все життя
- Золота черепа, нагорода за все життя
- Otasot, нагорода за все життя
- Стамбульський кінофестиваль, Почесна премія
- Кінофестиваль в Анкарі, Почесна премія
- Кінофестиваль Учана Сюпюрге, Почесна премія
- Сіяд, Почесна премія